# Agostino Gamba
Agostino Gamba (Torino, 1904. július 4. – Pozzuoli, 1988. szeptember 20.) olasz labdarúgó, nemzetközi labdarúgó-játékvezető, sportvezető.

## Pályafutása

### Labdarúgóként
Labdarúgó pályafutását a Juventus FC fiataljai között kezdte. 1924–1926 között a Puteolana csapatkapitánya, 1926–1927 között a Casertana, 1927-ben a SSC Napoli, majd 1927–1928 között ismét a Casertana csatára.

### Nemzeti játékvezetés
A játékvezetésből 1929-ben Nápolyban, az SSC Napoli csapat-játékvezetőjeként vizsgázott. Vizsgáját követően a Nápolyi Labdarúgó-szövetség által üzemeltetett, az akkori 
Terza Divisione labdarúgó bajnokságokban kezdte sportszolgálatát. Az Olasz labdarúgó-szövetség (FIGC) Játékvezető Bizottságának (JB) minősítésével 1937-ig a Serie B, majd 1937-től a Serie A játékvezetője. Küldési gyakorlat szerint rendszeres partbírói szolgálatot végzett. A nemzeti játékvezetéstől 1951-ben visszavonult. Serie A mérkőzéseinek száma: 79.
| Időpont          | Helyszín                                 | Mérkőzés típusa          | Mérkőzés                         | Eredmény |
| ---------------- | ---------------------------------------- | ------------------------ | -------------------------------- | -------- |
| 1938. március 7. | Atleti Azzurri d'Italia Stadion, Bergamo | első Serie A mérkőzése   | Atalanta BC–AS Bari              | 0 – 0    |
| 1951. június 17. | Porta Elisa Stadion, Lucca               | utolsó Serie A mérkőzése | AS Lucchese-Libertas–Calcio Como | 5 – 0    |

### Nemzetközi játékvezetés
Az Olasz labdarúgó-szövetség (FIGC) Játékvezető Bizottsága (JB - AIA) terjesztette fel nemzetközi játékvezetőnek, a Nemzetközi Labdarúgó-szövetség (FIFA) 1946-tól tartotta nyilván bírói keretében. Több nemzetek közötti válogatott és klubmérkőzést vezetett, vagy működő társának partbíróként segített. Az olasz nemzetközi játékvezetők rangsorában, a világbajnokság-Európa-bajnokság sorrendjében többedmagával a 48. helyet foglalja el 1 találkozó szolgálatával. A nemzetközi játékvezetéstől 1951-ben búcsúzott. Válogatott mérkőzéseinek száma: 6.

#### Labdarúgó-világbajnokság
Az  1950-es labdarúgó-világbajnokságon a FIFA JB játékvezetőként alkalmazta. Selejtező mérkőzést az UEFA zónában vezetett.
| Időpont            | Helyszín                  | Mérkőzés típusa           | Mérkőzés           | Eredmény |
| ------------------ | ------------------------- | ------------------------- | ------------------ | -------- |
| 1949. november 20. | Május 19. Stadion, Ankara | előselejtező (2. csoport) | Törökország–Szíria | 7 – 0    |

#### Olimpiai játékok
Az 1948. évi nyári olimpiai játékok labdarúgó tornáját, ahol a FIFA JB bírói szolgálatra alkalmazta. A kor elvárása szerint az egyes számú partbíró játékvezetői sérülésnél átvette a mérkőzés vezetését. Partbíróként 3 mérkőzésre, 2. pozícióban kapott küldést.
| Időpont             | Helyszín                           | Mérkőzés típusa        | Mérkőzés                                                           | Játékvezető    | Eredmény | Nézők száma |
| ------------------- | ---------------------------------- | ---------------------- | ------------------------------------------------------------------ | -------------- | -------- | ----------- |
| 1948. július 31.    | Lynn Road Stadion, Ilford          | selejtező (1. forduló) | Franciaország az olimpiai játékokon–India az olimpiai játékokon    | Gunnar Dahlner | 2 – 1    | 17 000      |
| 1948. augusztus 2.  | White Hart Lane Stadion, Tottenham | első forduló           | Svédország az olimpiai játékokon–Ausztria az olimpiai játékokon    | William Ling   | 3 – 0    | 9 514       |
| 1948. augusztus 13. | Wembley Stadion, London            | döntő                  | Svédország az olimpiai játékokon–Jugoszlávia az olimpiai játékokon | William Ling   | 3 – 1    | 60 000      |

## Sportvezetőként
1944-ben Flegreo Labdarúgó Bizottságának (Comitato Calcio Flegreo) elnöke. 1945-1948 között az olasz Játékvezető Szövetség (AIA) elnöke. Az ötvenes években az Olasz Labdarúgó-szövetség alelnöke (FIGC). A Lega Nazionale IV Serie (4. Nemzeti Liga) igazgatója. Tagja a Nemzeti Játékvezetők Bizottságnak (CAN). 1962-ben a Puteolana egyesület elnöke. 1970-től az UEFA Végrehajtó Bizottságának tagja

## Szakmai sikerek
- 1947-ben az olasz JB az Év Játékvezetője cím mellé a Dr. Giovanni Mauro alapítvány elismerő díjával jutalmazta.
- 1959-ben az Olasz Köztársaság lovagja sport érdemrendet.
- 1973-ban megkapta az Olasz Labdarúgó-szövetség legmagasabb elismerését, A sport érdemrendet.